# 唐姫 (後漢少帝)
唐姫（とうき、生没年不詳）は、後漢の少帝辯の妻（正室ではあるが正式な皇后になっていない）。豫州潁川郡郾県の人。父は会稽太守の唐瑁。

## 生涯
189年、劉辯が即位した。しかし同年、董卓によって廃位され、弘農王に落とされた。翌年、山東で反董卓の連合が起こり董卓を討とうとしたので、恐れた董卓は劉辯を殺した。劉辯は、死の前に妻妾らと酒宴をし「天道易兮我何艱、棄万乗兮退守藩。逆臣見迫兮命不延、逝将去汝兮適幽玄」と歌った。唐姫も「皇天崩兮后土穨、身為帝兮命夭摧。死生路異兮従此乖、奈我煢独兮心中哀」と歌った。一同は皆これを偲び泣いた。最後に、劉辯は唐姫に対し「君は帝王の妻である。吏民と再婚することのないようにな。自愛せよ。これにておさらばだ」と言い残した。
劉辯の死後、唐姫は故郷に帰った。父が再婚させたがったが、唐姫は頑として拒んだという。李傕が長安を陥とすと、唐姫を奪い妻になるよう求めたが、唐姫は断った。賈詡が献帝にこのことを伝えると、献帝は哀れに感じたため唐姫を迎えて園中に置き、弘農王妃に封じた。

## 参考資料
- 『後漢書』皇后紀下
- 『後漢書』本紀